# Réserve ornithologique de Falstadbukta
La réserve ornithologique de Falstadbukta  est une réserve ornithologique norvégienne située dans la commune de Levanger, comté de Trøndelag, créée en 2003 afin de "protéger la vie des oiseaux et ses habitats dans un lieu où la terre et les eaux souterraines sont importantes, ainsi que la faune et la flore liées à cet environnement et aux oiseaux ". En 2014, le site est enregistré dans la  liste des sites ramsar norvégiens grâce à son inclusion dans le système de zones humides du Trondheimsfjord,.
Le site comprend une longue zone d'estran et d'eau souterraine (environ 7 km de littoral), allant d'Ekne à l'ouest jusqu'à Strandholmen à l'est. La région a une certaine importance en tant que lieu de mue et d'hivernage pour les canards, en particulier les eiders et les colverts.